# Glioblastoma de células gigantes
El glioblastoma de células gigantes (o glioblastoma gigantocelular) es una variedad histológica del glioblastoma, que presenta una prevalencia de células bizarras, gigantescas (hasta 400 μm de diámetro) y multinucleadas (más de 20 núcleos).
En ocasiones muestra una abundante red de reticulina en el estroma y presenta una alta frecuencia de mutaciones en el gen TP53.
Los síntomas y signos son similares a los del glioblastoma ordinario. La metodología diagnóstica y el tratamiento son los mismos.
El pronóstico es similar al del glioblastoma ordinario (alrededor de 12 meses).

## Nota histórica
Debido a la presencia de la abundante red de reticulina en el estroma, originalmente se le denominó "sarcoma monstruocelular", pero gracias al análisis de la expresión significativa de la GFAP se estableció definitivamente su naturaleza astrocítica.

## Epidemiología

### Incidencia
El glioblastoma de células gigantes es un tumor poco frecuente: su incidencia es menos del 1% de todos los tumores cerebrales. Representa hasta el 5% de los glioblastomas.

### Distribución por edad y sexo
En una serie de 55 casos, la edad promedio de presentación clínica es de 41 años. La distribución por edad cubre un intervalo mayor al de otros astrocitomas difusos y también incluye a niños.
El glioblastoma de células gigantes afecta más frecuentemente a hombres (H/M es 1,6:1).

## Pronóstico
La mayoría de los pacientes con glioblastoma de células gigantes tiene un pronóstico desfavorable, aunque algunos autores informan de resultados clínicos ligeramente mejores que en el glioblastoma ordinario, muy probablemente debido al comportamiento menos infiltrativo de esta variedad, por su naturaleza gigantocelular.